# Oldenlandia rigidula
Oldenlandia rigidula är en måreväxtart som beskrevs av Jean Baptiste Louis Pierre och Charles-Joseph Marie Pitard. Oldenlandia rigidula ingår i släktet Oldenlandia och familjen måreväxter.
Artens utbredningsområde är Kambodja. Inga underarter finns listade i Catalogue of Life.